# Grasleben
Grasleben település Németországban, azon belül Alsó-Szászország tartományban. Lakosainak száma 2455 fő (2023. december 31.).

## Népesség
A település népességének változása:
| Lakosok száma | 2408 | 2391 | 2369 | 2426 | 2469 | 2455 |
|               | 2016 | 2017 | 2019 | 2021 | 2022 | 2023 |